# The Dusty Foot on the Road
The Dusty Foot on the Road è un album dal vivo del rapper somalo-canadese K'naan, pubblicato nel 2007.

## Tracce
1. Wash It Down (New York) – 2:42
2. The African Way (New York) – 4:44
3. What's Hardcore? (Paris) – 2:51
4. In The Beginning (New York) – 3:16
5. Smile (Amsterdam) – 4:08
6. Strugglin' (Edmonton) – 3:38
7. Be Free (London) – 3:52
8. Until The Lion Learns To Speak (London) – 2:14
9. Voices In My Head (Djibouti) – 2:53
10. Is It A Myth? (Djibouti) – 3:33
11. My God (New York) (featuring Mos Def) – 4:51
12. By The End Of The Day (Djibouti) – 2:11
13. Soobax (Bristol) – 4:24